# Jimmy Chérizier
Jimmy Chérizier, surnommé « Barbecue » ou « Babekyou », né le 30 mars 1977 à Port-au-Prince (Haïti), est un ancien policier haïtien devenu l’un des chefs de gang les plus influents et controversés du pays. Il est le leader du G9, une fédération de gangs lourdement armés, et de la coalition « Viv Ansanm », qui regroupe plusieurs groupes armés de la capitale.
Depuis l’effondrement progressif de l’État haïtien dans les années 2020, Chérizier est considéré par de nombreux observateurs comme un chef de facto sur une large portion du territoire urbain haïtien, notamment dans la capitale Port-au-Prince. En 2024, il intensifie la guerre des gangs et renverse le premier ministre Ariel Henry.
Il est souvent décrit comme l’homme le plus puissant d’Haïti, plus influent que le gouvernement officiel.

## Biographie

### Origines
Peu d’informations vérifiables existent sur la jeunesse de Jimmy Chérizier. Il est le fils de Kens Chérizier et d'Anastasie Jean-Michel. 
Il a grandi dans le quartier défavorisé de Delmas, à Port-au-Prince, dans un contexte de pauvreté, de violence et d’exclusion sociale. Son surnom, « Barbecue », viendrait soit de sa mère qui vendait des grillades, soit, selon d’autres sources, de méthodes particulièrement violentes employées dans certaines exécutions extrajudiciaires — une origine qu’il a lui-même toujours niée. 

### Carrière dans la police
Chérizier rejoint la Police nationale d’Haïti (PNH) dans les années 2000. Il devient membre de l’unité départementale de maintien d’ordre (UDMO), une brigade anti-émeute. Pendant sa carrière policière, il est accusé d’avoir participé à plusieurs massacres dans des quartiers populaires.
Il aurait participé au massacre de La Saline en 2018, massacre après lequel il est renvoyé de la police. En 2019, il aurait également participé au massacre de Bel Air (en), au cours duquel quinze personnes sont mortes. Ces accusations, documentées par l’ONU et plusieurs ONG, ont mené à son licenciement en 2018–2019. Il n’a jamais été jugé.

### Criminalité organisée
Après son départ forcé de la police, Chérizier devient chef de gang à Delmas, puis organise une coalition sans précédent de neuf gangs armés : le G9 an fanmi e alye (G9 en famille et alliés), officiellement lancé en juin 2020. Cette coalition, qu’il dirige d’une main de fer, vise à unifier les gangs rivaux pour éviter les conflits internes, à contrôler militairement la capitale, et à s’imposer comme acteur politique central, voire comme “révolutionnaire” au nom des pauvres et des exclus.
Entre 2020 et 2021, Chérizier affiche une certaine proximité avec le président Jovenel Moïse, dénonçant les élites politiques et économiques traditionnelles tout en protégeant indirectement le pouvoir présidentiel, accusé d’utiliser les gangs pour contenir la révolte sociale. Chérizier est même appuyé par le PHTK, le parti présidentiel.

### La guerre des gangs
Après l’assassinat de Jovenel Moïse, Chérizier rompt avec le gouvernement provisoire dirigé par le premier ministre Ariel Henry, qu’il accuse d’être complice du complot contre le président. Il organise des blocus économiques, notamment du terminal pétrolier de Varreux, provoquant une crise humanitaire nationale. 
De 2022 à 2024, il devient progressivement un pouvoir parallèle, contrôlant de vastes quartiers de Port-au-Prince avec ses hommes lourdement armés, et réglementant la vie quotidienne dans ces zones. Il devient l'un des hommes les plus puissants d'Haïti, demandant la destitution d’Ariel Henry et bloquant les livraisons de pétrole dans le pays pendant deux mois en automne 2022. En octobre 2022, le Conseil de sécurité des Nations unies met en place des sanctions contre lui,. Le mois suivant, le Canada met en place également des sanctions contre Jimmy Chérizier, suivi du Royaume-Uni. En septembre 2023, il s'est opposé publiquement à une intervention militaire étrangère,. Le même mois, sa coalition G9 annonce une alliance avec le gang rival Gpep. En février 2024, il annonce la création de la coalition Viv Ansanm. En mars 2024, il demande à nouveau le départ d'Ariel Henry, en le menaçant de mener le pays à une guerre civile, peu après qu'un accord entre le Conseil de sécurité des Nations unies, Haïti et le Kenya définisse le rôle d'une force d'intervention extérieure dans le pays,. 

### Pouvoir de facto

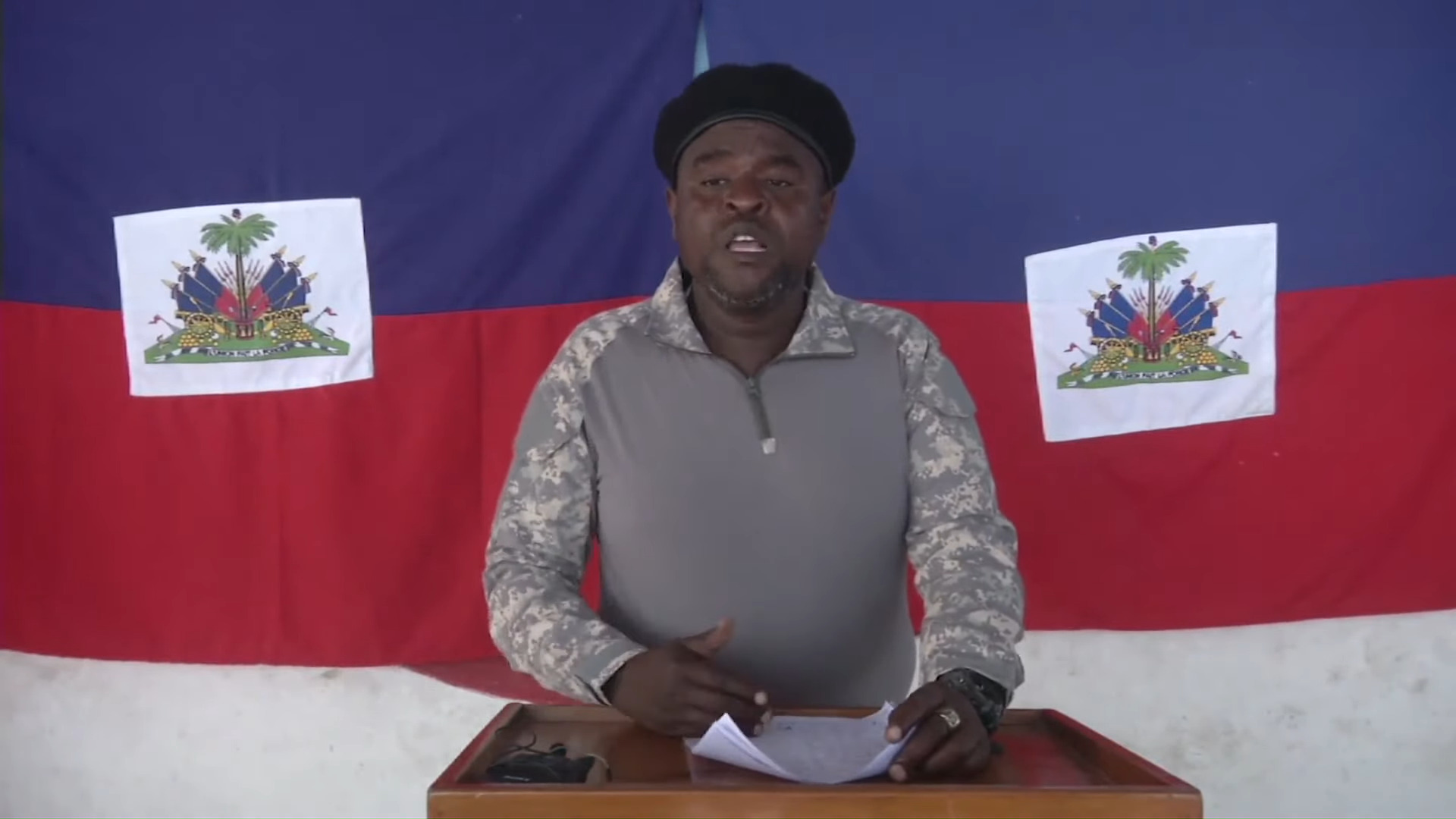
Conférence publique de Jimmy Chérizier.

En mars 2024, alors qu’Ariel Henry est à l’étranger, Chérizier et ses alliés déclenchent une insurrection armée coordonnée, attaquant le principal aéroport international de Port-au-Prince, plusieurs prisons (libérant des milliers de détenus), et des infrastructures critiques (ports, routes, institutions publiques).
Ariel Henry, bloqué hors du pays, est contraint à la démission le 24 avril 2024.
La communauté internationale installe un Conseil présidentiel de transition, mais sur le terrain, Chérizier reste le maître de la capitale, refusant toute négociation avec ce nouveau pouvoir, qu’il qualifie de « farce coloniale ».
À partir de mi-2024, Jimmy Chérizier est perçu par de nombreux Haïtiens comme un chef d’État de facto, dans les zones qu’il contrôle. Il impose ses règles, collecte de l’argent et organise la circulation. Il parle publiquement, donne des conférences de presse en treillis militaire, et se positionne comme un révolutionnaire du peuple. Il est plus puissant militairement que le gouvernement officiel, qui ne possède ni armée fonctionnelle ni contrôle sur Port-au-Prince.
Certains médias internationaux le décrivent comme le « roi non couronné » d’Haïti, ou comme l’homme fort dans un pays sans État.

## Positionnement idéologique
Chérizier se présente lui-même comme :
- Un libérateur des quartiers pauvres,
- Un ennemi de l’élite politique et économique haïtienne,
- Un nationaliste opposé à toute intervention étrangère,
- Et un « révolutionnaire » voulant changer le système par la force.

Mais de nombreuses ONG et organisations internationales dénoncent des crimes de guerre, des massacres, des rackets, et des enlèvements de masse commis par ses hommes.

## Sanctions internationales
Le 10 décembre 2020, le département du Trésor des États-Unis a imposé des sanctions à Chérizier et à deux hauts responsables du gouvernement haïtien qui auraient fourni du matériel de police, des armes et des véhicules pour des massacres contre le peuple haïtien.
Le 21 octobre 2022, le Conseil de sécurité des Nations unies a imposé à l'unanimité ses premières sanctions contre Haïti depuis cinq ans (résolution 2653), établissant une interdiction de voyager, un gel des avoirs et un embargo sur les armes pendant un an à l'encontre de Jimmy Chérizier et d'autres personnes ou entités désignées par un nouveau comité des sanctions créé par le Conseil de sécurité,.